# Фльотемюсост
Фльотемюсост (норв. Fløtemysost або норв. Fløytemysost) — норвезький сир, один із видів бруноста.